# Duffy Peak
Duffy Peak är en bergstopp i Antarktis. Den ligger i Västantarktis. Argentina, Chile och Storbritannien gör anspråk på området. Toppen på Duffy Peak är 851 meter över havet, eller 17 meter över den omgivande terrängen. Bredden vid basen är 0,47 km.
Terrängen runt Duffy Peak är kuperad åt sydväst, men åt nordost är den platt. Trakten är obefolkad. Det finns inga samhällen i närheten. 